# 2010 في تايلاند
فيما يلي قوائم الأحداث التي وقعت خلال عام 2010 في تايلاند.

## رياضة
- 1 يناير – الدوري التايلاندي الممتاز 2010 الفائز موانغتونغ يونايتد.
- 1 يناير – تصفيات آسيا لكأس العالم 2010 - الدور الثاني

## أفلام
من الأفلام التي صدرت هذه السنة في تايلاند:
- 1 يناير – يامادا: ساموراي أيوثايا من إخراج نوبورن واتين  [لغات أخرى]‏.

## وفيات

### أبريل
- 1 أبريل – ليك نانا (مواليد 1924)